# Akademija tehničkih znanosti Hrvatske
Akademija tehničkih znanosti Hrvatske (HATZ) znanstvena je organizacija koja okuplja domaće i inozemne znanstvenike s područja tehničkih i biotehničkih znanosti.

## Povijest
Akademija tehničkih znanosti Hrvatske je osnovana 19. siječnja 1993. kao nevladina, neovisna, nestranačka i neprofitna udruga pod nazivom Hrvatska akademija tehničkih znanosti. Dana 25. siječnja iste godine Akademija se upisuje u registar Ministarstva pravosuđa i uprave RH. Hrvatska akademija tehničkih znanosti 1997. mijenja naziv u Akademija tehničkih znanosti Hrvatske kao posljedica Zakona o HAZU i odluke Sabora Republike Hrvatske od 27. lipnja 1997. godine.
Status znanstvene organizacije HATZ dobiva 2009. godine.

## Djelatnost
- Istraživanje i razvoj u tehničkim znanostima
- Tehničko ispitivanje i analiza
- Poticanje i organizacija znanstvenog rada
- Izrada znanstvenih studija, ekspertiza, elaborata i projekata
- Raspravljanje i iznošenje stavova o aktualnim pitanjima znanosti i gospodarstva
- Organizacija znanstvenih skupova
- Izdavanje publikacija
- Suradnja s akademijama u zemlji i inozemstvu
- Prijenos znanja

## Članstvo
Akademiju čine redoviti članovi, članovi suradnici, članovi emeritusi, međunarodni članovi i počasni članovi. Riječ je o najeminentnijim znanstvenicima i inženjerima koji predstavljaju značajnu pokretačku snagu tehničkog društva. Članove Akademije čine i članovi gospodarstvenici i podupirući članovi, nositelji aktivnosti u najpropulzivnijim hrvatskim tvrtkama.
Članovi su podijeljeni u 14 odjela, a njihov je broj utvrđen temeljem načela zatvorenog broja (numerus clausus) osim za članove emerituse i podupiruće članove čiji broj nije ograničen.
Za redovitog člana Akademije može biti predložen ugledni hrvatski ili strani znanstvenik koji ima zvanje znanstvenog savjetnika ili redovitog sveučilišnog profesora u području tehničkih znanosti i koji je prethodno bio član suradnik Akademije najmanje tri godine.
Za člana suradnika Akademije može biti predložen hrvatski ili strani znanstvenik koji ima zvanje barem znanstvenog suradnika ili docenta u području tehničkih znanosti. Iznimno se, uz posebno obrazloženje predlagatelja, može kandidirati i osoba iz drugih znanstvenih područja ako je svojom aktivnošću značajno doprinijela razvitku inženjerskih disciplina.
Član emeritus Akademije postaje svaki redoviti član Akademije u godini u kojoj navršava 75 godina života. Redoviti član Akademije može, nakon što napuni 70 godina života, na temelju osobnog zahtjeva, postati član emeritus Akademije.
Za međunarodnog člana Akademije može biti predložen ugledni hrvatski ili strani znanstvenik u području tehničkih znanosti, koji živi i djeluje u inozemstvu.
Za počasnog člana Akademije može biti predložen ugledni hrvatski ili strani znanstvenik koji je svojim cjeloživotnim djelovanjem znatno pridonio afirmaciji, prepoznatljivosti i ugledu tehničkih znanosti u Hrvatskoj ili u svijetu.
Za člana gospodarstvenika Akademije može biti predložena ugledna osoba iz gospodarstva. Ugled člana gospodarstvenika Akademije temelji se na njegovom iznimnom osobnom doprinosu u domenama poput: razvojno-proizvodnih poslova u industriji; poslova menadžmenta u industriji i gospodarstvu; transfera tehnologije; patentiranja originalnih industrijskih procesa i tehnologija; poduzetništva, uključivo osnivanje i vođenje spin-off tvrtki itd.
Za podupirućeg člana Akademije može biti predložena pravna osoba koja djeluje u području tehničkih i biotehničkih znanosti ili privatni donator.

## Ustroj

### Upravljačka struktura
Upravljačku strukturu Akademije čine Uprava, Predsjedništvo i Skupština.
Uprava Akademije ima 5 članova i sačinjavaju je: predsjednik Akademije, dva dopredsjednika Akademije, glavni tajnik Akademije i prethodni predsjednik Akademije. Upravu Akademije u mandatu 2022.-2026. čine: prof. dr. sc. Vedran Mornar (predsjednik), prof. dr. sc. Neven Duić i prof. dr. sc. Bruno Zelić (dopredsjednici), prof. dr. sc. Vladimir Mrša (glavni tajnik) i prof. dr. sc. Vladimir Andročec (član Uprave).
Predsjedništvo Akademije je izvršno tijelo Skupštine. Predsjedništvo Akademije sačinjavaju: svi članovi Uprave Akademije, tajnici Odjela Akademije, predsjedatelj Savjeta Centara Akademije i predsjedatelji Odbora Akademije.
Skupština je najviše tijelo Akademije i sastavljena je iz svih kategorija članova. Pravo odlučivanja na Skupštini imaju redoviti članovi Akademije, članovi suradnici Akademije, međunarodni članovi Akademije i članovi emeritusi Akademije. Počasni članovi, članovi gospodarstvenici i podupirući članovi Akademije sudjeluju na Skupštini bez prava odlučivanja.

### Organizacijska struktura
Akademija organizira svoju djelatnost u Odjelima, Centrima, Odborima i u drugim organizacijskim oblicima. Djelatnost i organizacija rada Odjela, Centara, Odbora i drugih organizacijskih oblika određena je Statutom i pravilnicima i poslovnicima tih tijela.
Akademija ima 14 odjela (Odjel arhitekture i urbanizma, Odjel bioprocesnog inženjerstva, Odjel elektrotehnike i elektronike, Odjel energijskih sustava, Odjel građevinarstva i geodezije, Odjel grafičkog inženjerstva, Odjel informacijskih sustava, Odjel kemijskog inženjerstva, Odjel komunikacijskih sustava, Odjel prometa, Odjel rudarstva i metalurgije, Odjel strojarstva i brodogradnje, Odjel sustava i kibernetike, Odjel tekstilne tehnologije), 5 odbora (Odbor za suradnju s gospodarstvom i regionalnu suradnju, Odbor za međunarodnu suradnju, Odbor za etiku, Odbor za nagrade, Odbor znanstvenog fonda), 1 centar (Centar HATZ-a za tehnološki razvoj), te 2 vijeća (Gospodarsko vijeće, Znanstveno vijeće).

## Predsjednici
- Akademik Josip Božičević (1993. – 1997.)
- Prof. dr. sc. Juraj Božićević (1997. – 2003.)
- Prof. emer. dr. sc. Zlatko Kniewald (2003. – 2009.)
- Prof. dr. sc. Stanko Tonković (2009. – 2013.)
- Prof. dr. sc. Vladimir Andročec (2013. – 2022.).
- Prof. dr. sc. Vedran Mornar (od 2022.)

## Međunarodna suradnja
Od listopada 2000. Akademija je članica Međunarodnog vijeća akademija tehničkih znanosti (CAETS – International Council of Academies of Engineering and Technological Sciences) sa sjedištem u Washingtonu, SAD. Od siječnja 2005. godine pridružena članica Europskog vijeća primijenjenih i tehničkih znanosti (Euro-CASE – European Council of Applied Science and Engineering) sa sjedištem u Parizu, a 2009. postaje stalna članica Euro-CASE-a.
Predstavnici Akademije potpisali su pet bilateralnih sporazuma (2004., Sporazum o suradnji u području inženjerstva i tehničkih znanosti između Akademije tehničkih znanosti Hrvatske, Republika Hrvatska i Kineske akademije inženjerstva, Narodna Republika Kina; 2006., Sporazum o međusobnom razumijevanju između Akademije tehničkih znanosti Hrvatske i Akademije tehničkih znanosti Mađarske; 2009.,Sporazum o suradnji između Akademije tehničkih znanosti Hrvatske i Austrijske akademije znanosti (uključen Aneks I. Sporazuma); 2013., Sporazum o suradnji između Akademije tehničkih znanosti Hrvatske i Kineske akademije inženjerstva; 2017., Sporazum o suradnji između Akademije tehničkih znanosti Hrvatske i Inženirske akademije Slovenije).

## Publikacije
1. Godišnjak Akademije tehničkih znanosti Hrvatske / Annual;
2. Engineering Power;
3. Ostalo.

## Nagrade i priznanja
Akademija jednom godišnje dodjeljuje nagrade pojedincima za naročite doprinose u inženjerskim strukama tehničkih i biotehničkih znanosti, kao i za ostvarivanje ciljeva i programa Akademije te samoprijegoran rad koji je pridonio njezinoj društvenoj airmaciji.
Akademija dodjeljuje sljedeće nagrade.
1. Nagrada za životno djelo "Moć znanja"
2. Godišnje nagrade "Rikard Podhorsky"
3. Nagrade mladim znanstvenicima "Vera Johanides".

Zasluženim pojedincima ili institucijama Akademija iskazuje svoju zahvalnost dodjelom medalje i/ili priznanja. 

## Vanjske poveznice
- Službene stranice Akademije tehničkih znanosti Hrvatske